# Toyota Corolla E140
La Toyota Corolla E140 rappresenta la decima generazione dell'omonimo modello ed è stata prodotta dalla casa automobilistica giapponese Toyota dal 2006 al 2013.

## Storia

### Caratteristiche

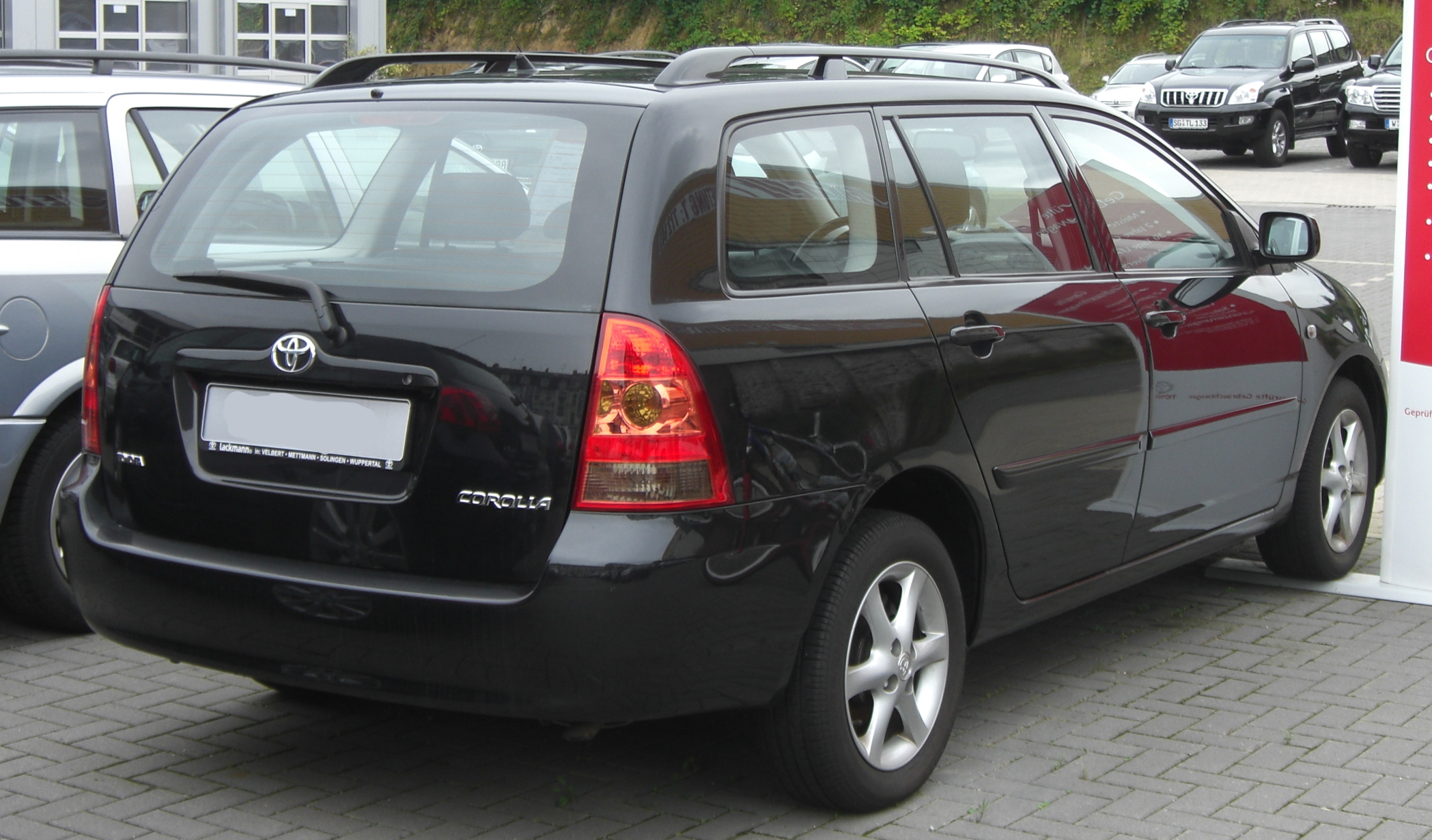
Retro Toyota Corolla Station Wagon

La generazione E140 della Corolla nasce nel 2006. È frutto di un progetto basato su di una piattaforma completamente inedita sviluppata appositamente per i modelli compatti della gamma Toyota. Il pianale denominato MC (Middle Class) viene adottato anche dalla terza generazione di Toyota RAV4 nonché dalla Toyota Avensis.

### Descrizione
A causa dell'insuccesso della precedente generazione in Europa, la nuova Corolla non adotta più la denominazione originale sul mercato europeo infatti la versione hatchback ovvero con carrozzeria 3 e 5 porte viene denominata Toyota Auris mentre il nome Corolla viene mantenuto solo dalla versione berlina tre volumi Sul mercato europeo la Corolla non viene più venduta sostituita dall'Auris, mentre la tre volumi che mantiene la stessa denominazione viene venduta solo in pochi mercati dell'est europeo come la Russia e la Turchia oltre che a livello globale.
Nota col codice progettuale E140, non viene venduta in Giappone sostituita dalla Corolla Axio e dalla Corolla Fielder, sostanzialmente due vetture inedite sviluppate sulla piattaforma della precedente serie per ridurre i costi di produzione. La meccanica adotta uno schema con sospensioni MacPherson all'avantreno mentre al retrotreno viene mantenuto un classico schema a ruote interconnesse con un ponte torcente. Nei crash test di sicurezza dell'EuroNCAP la Corolla ha ottenuto il punteggio di 5 stelle nell'impatto frontale. Nei crash test americani invece ha ottenuto 4 stelle su 5 nella valutazione generale. 

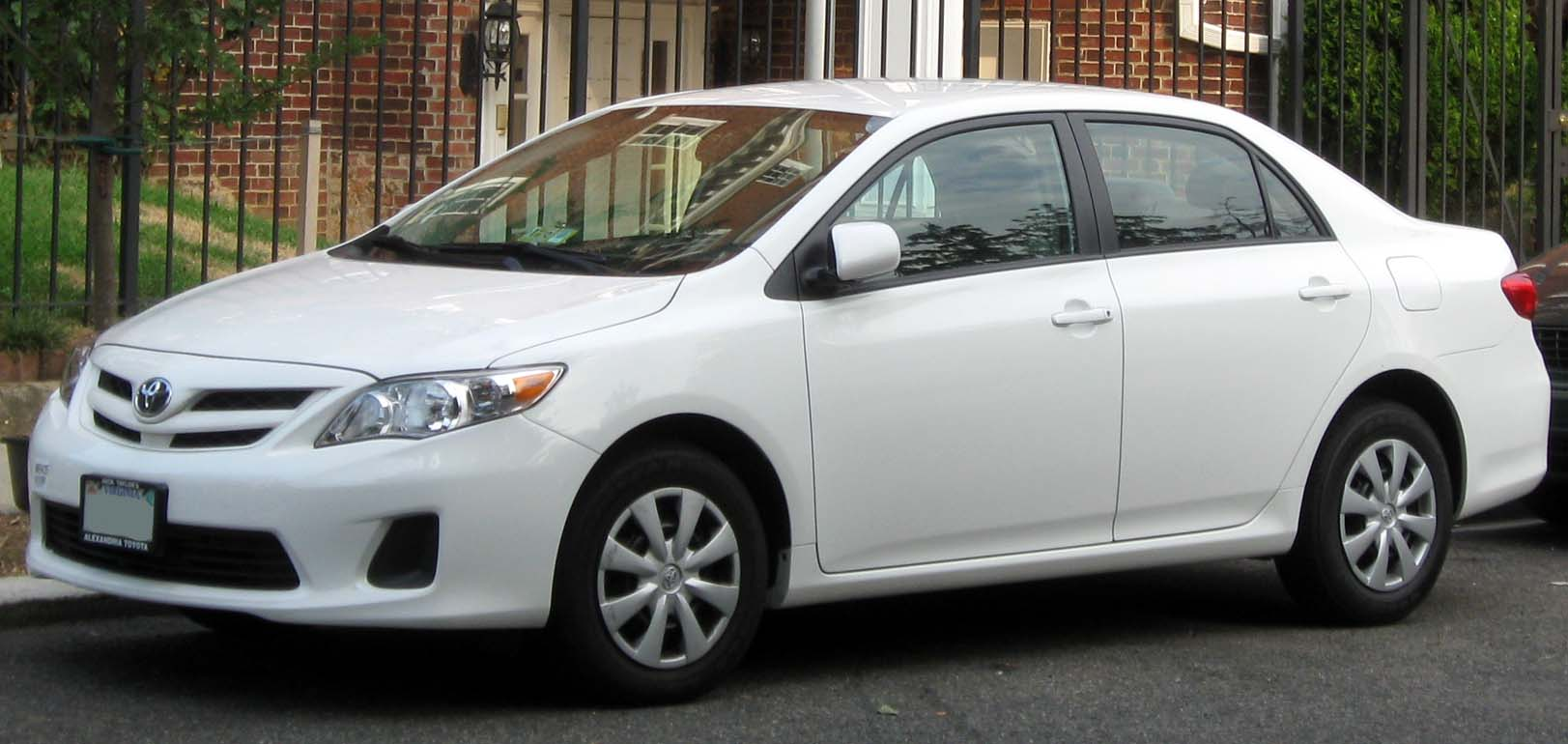
La Corolla venduta in nordamerica

Esteticamente il modello riprende il design dalla più piccola Toyota Yaris e della più grande Toyota Camry. Le linee semplici sono state concepite per poter andare incontro maggiormente al gusto del pubblico mondiale soprattutto dei paesi asiatici e nord americani; il frontale è caratterizzato da linee filanti con fanali allungati simili al modello Yaris. La coda invece adotta un design più semplice.
La produzione del modello avviene in svariate parti del mondo: il modello per i mercati dell'est Europa viene prodotto nello stabilimento di Apazari in Turchia sfruttando le stesse linee del modello Verso basato sullo stesso pianale MC della Corolla E140. Il modello americano viene prodotto in California, in Mississippi e in Canada nell'Ontario, in tre stabilimenti per soddisfare le domande del mercato nord americano (la Corolla rappresenta una delle vetture più vendute del mercato). In Cina viene prodotta a Tianjin, mentre per il mercato interno viene prodotto in altre tre fabbriche: a Fuji, Shizuoka e Aichi. La Corolla inoltre viene prodotta in tantissimi paesi, come la Malaysia, Filippine, Brasile, India.
La gamma motori è molto vasta perché viene venduta in molti paesi: il più piccolo è il 1.3 VVT-I da circa 100 cavalli ma in precedenza era disponibile anche il 1.4 VVT-I da 97 cavalli. Un gradino più in alto ci sono i motori 1.5 e 1.5 a sedici valvole sempre con fasatura variabile VVT-I che erogano da 110 a 120 cavalli a seconda del mercato. Il 1.8 ne eroga circa 130 cavalli mentre il più grande 2.4 venduto soprattutto in nordamerica eroga 158 cavalli. Sul fronte dei diesel troviamo il 2,0 litri D-4D da 116 cavalli, già presente sulla vecchia serie accanto al 1.4 D-4D da 90 cavalli. Le trasmissioni sono composte da un manuale a 5 rapporti oppure a 6 sui modelli più potenti, il cambio automatico è un classico 4 rapporti con convertitore di coppia oppure una versione più aggiornata della stessa trasmissione ma a 5 rapporti. Su molti mercati è disponibile anche un automatico a 6 rapporti e un CVT a sette rapporti per i mercati asiatici.
In Australia la gamma Corolla è composta dal modello berlina venduto come Corolla Ascent, mentre la versione hatchback a 5 porte è basata sulla Auris europea. In molti paesi asiatici la versione berlina viene venduta anche come Corolla Altis.